# 고멘역
고멘역(일본어: 後免駅)은 일본 고치현 난코쿠시에 있는 시코쿠 여객철도 · 도사쿠로시오 철도의 역이다. 이 역은 JR 시코쿠의 관할이지만, 이 역을 기점으로 하는 도사쿠로시오 철도 아사 선 등 2개 노선이 상호 운행한다. JR의 역번호는 D40이며, 도사쿠로시오 철도의 역 번호는 DN40으로, 섬식 승강장 2면 4선의 구조를 지닌 지상역이다.

## 타는 곳
| 0     | ■ 고멘 · 나하리 선 |      | 아카오카 · 아키 · 나하리 방면                   |                                    |
| 1     | ■ 고멘 · 나하리 선 |      | 아키 · 나하리 방면                              | (고치 방면부터의 직통)             |
| 1     | ■ 도산 선          | 하행 | 고치 · 사카와 · 스사키 방면                     | (주로 고멘 · 나하리 선부터의 직통) |
| 1     | ■ 도산 선          | 상행 | 오보케 · 아와이케다 방면                        | (일부의 열차만)                    |
| 2 · 3 | ■ 도산 선          | 하행 | 고치 · 사카와 · 스사키 · 나카무라 · 스쿠모 방면 |                                    |
| 2 · 3 | ■ 도산 선          | 상행 | 오보케 · 아와이케다 · 다카마쓰 · 오카야마 방면  |                                    |

## 이용 현황
| 연도     | 하루 평균 승차 인원 |
| 2006년도 | 1,844               |
| -------- | ------------------- |

## 역 주변
- 국도 제195호선
- 니시지마 원예단지
- 도사 전기 철도 고멘 선 고멘니시마치 역

## 인접 정차역
| 시코쿠 여객철도 도산 선       | 시코쿠 여객철도 도산 선 | 시코쿠 여객철도 도산 선    |
| ----------------------------- | ----------------------- | -------------------------- |
| D 39 도사나가오카 다도쓰 방면 | 도산 선                 | 도사오쓰 D 41 고치 방면    |
| 도사쿠로시오 철도 아사 선     |                         |                            |
| 시·종착역                     | 고멘 · 나하리 선        | 고멘마치 GN 39 나하리 방면 |

틀:도사쿠로시오 철도 아사 선